# Dagobert Soergel
Dagobert Soergel (7 de enero de 1940) es un informatólogo y documentalista científico alemán. Sus contribuciones en el campo de la Información y Documentación se centran en los tesauros.

## Biografía
Nace en Friburgo, Alemania. Estudia matemáticas y física en la Universidad de Friburgo, llegando a obtener el certificado de maestro en ambas materias en 1967. Sin embargo, sus vida laboral es ajena a estas materias, desarrollando labores de documentación en distintos organismos de su ciudad donde analizaba información relativa al desarrollo de la comunidad internacional y política científica. Entre 1967 y 1971 ocupa las jefaturas de distintos centros de documentación, entre ellos, el de la Foundation Science and Politics en Ebenhausen. En 1970 obtiene el título de doctor con una tesis que aúna las matemáticas con la Representación del conocimiento.
Dagobert Soergel viaja al College of Library and Information Service de la Universidad de Maryland, EE. UU., como alumno huésped en 1970 y consigue puesto como profesor asociado al año siguiente y profesor titular en 1976. Posteriormente, ha dado clases en distintas universidades de Estados Unidos, Canadá o Alemania.  
Ha realizado diferente proyectos sobre tesauros y sistemas de información para instituciones internacionales como la Biblioteca Nacional de Suiza, el Banco Mundial o Harvard Business School. También ha trabajado como consultor para distintas organizaciones.
Es miembro del consejo de revistas científicas como Knowledge Organization o Review of Information Service; y referee en otras como Journal of the American Society of Information Science and Technology.

## Investigaciones en tesauros
Dagobert Soergel ha centrado sus investigaciones es el estudio de los lenguajes documentales y su automatización, mostrando especial atención al tesauro. Para ello, se basó en una modelización matemática que proporcionaba una base sólida a los lenguajes de indización para definir con rigurosidad los términos empleados como clases, descriptores o relaciones. Esta función matemática suele derivar en teoría de conjuntos.
Soergel describió en 1985 una base lógico-matemática general para la construcción de un sistema formal que distinga claramente entre el metalenguaje matemático (interpretación del modelo) y el lenguaje documental que representa (significado del modelo). Además, Soergel aportó un léxico y unas reglas de formación de expresiones de las que se deducen teoremas al nivel del metalenguaje matemático.
Definió los lenguajes documentales o lenguajes de indización como un conjunto de de descriptores, relaciones y reglas para la formación de expresiones condensadas del documento original, con la finalidad de reducir el volumen de datos de dicho documento. Por último, Soergel distinguió en los términos a los no-descriptores que conducen a términos descriptores.
Soergel ha trabajado mucho con documentación biomédica, especialmente con información sobre drogas, dando como fruto el primer tesauro en esta materia.

## Premios y obra publicada
Dagobert Soergel ha sido galardonado en varias ocasiones por la American Society of Information Science and Technology (ASIST): en 1986 al mejor libro publicado en Información y Documentación por Organizing Information; y en 1997 le fue concedido el Premio ASIST al Mérito Académico. Además, pertenece a numerosas organizaciones tanto europeas como americanas en dichos temas.
Soergel ha publicado numerosos artículos, y entre sus obras destacan:
- Classification system and thesauri: a guide to the construction of classification schemes and thesauri for use in documentation (1969).
- Indexing languages and thesauri: construction and maintenance (1974).
- Organizing Information: Principles of databases and retrieval systems (1985).